# اریک سویاتچنکو
اریک سویاتچنکو (اوکراینی: Ерік Сергійович Святченко؛ زادهٔ ۴ اکتبر ۱۹۹۱) بازیکن فوتبال اهل دانمارک است.
از باشگاه‌هایی که در آن بازی کرده‌است می‌توان به باشگاه فوتبال سلتیک و باشگاه فوتبال میتیولن اشاره کرد.
وی همچنین در تیم ملی فوتبال دانمارک بازی کرده‌است.